# スズガモ

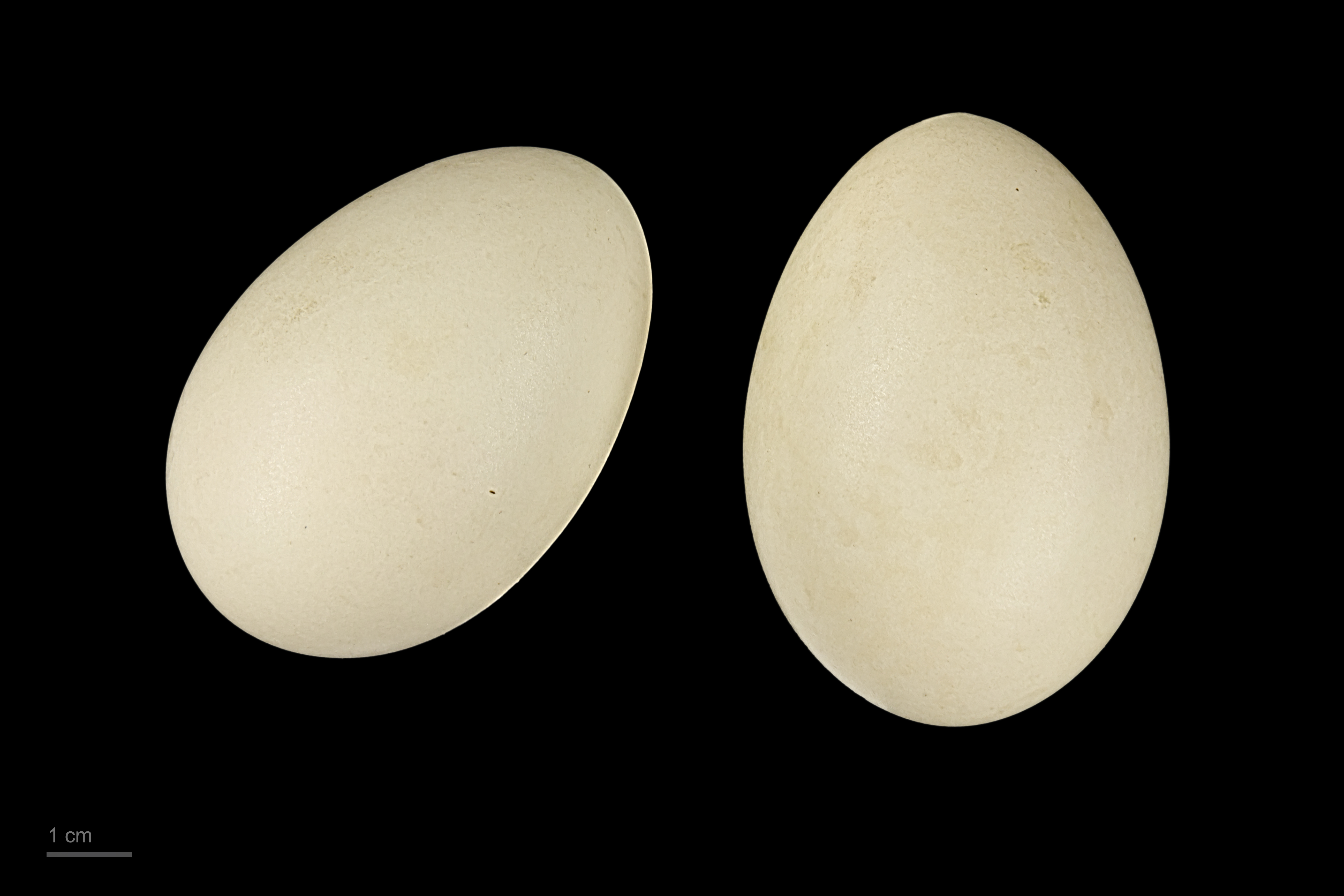
Aythya marila

スズガモ（鈴鴨、学名：Aythya marila L.）は、カモ目カモ科ハジロ属に分類される鳥類の一種。

## 形態
全長はオスが約46 cm、メスが約43 cm、翼開長は74-80 cm。小型の潜水ガモ（海ガモ）類であり、成鳥はくちばしは灰青色で目は黄色。オスは黒い頭で緑の光沢がある。メスは全体的に褐色。嘴の基部に白い斑がある。キンクロハジロと配色が似ている。
名前の由来は、飛ぶときの羽音が金属質で鈴の音に似ていることから。

## 分布

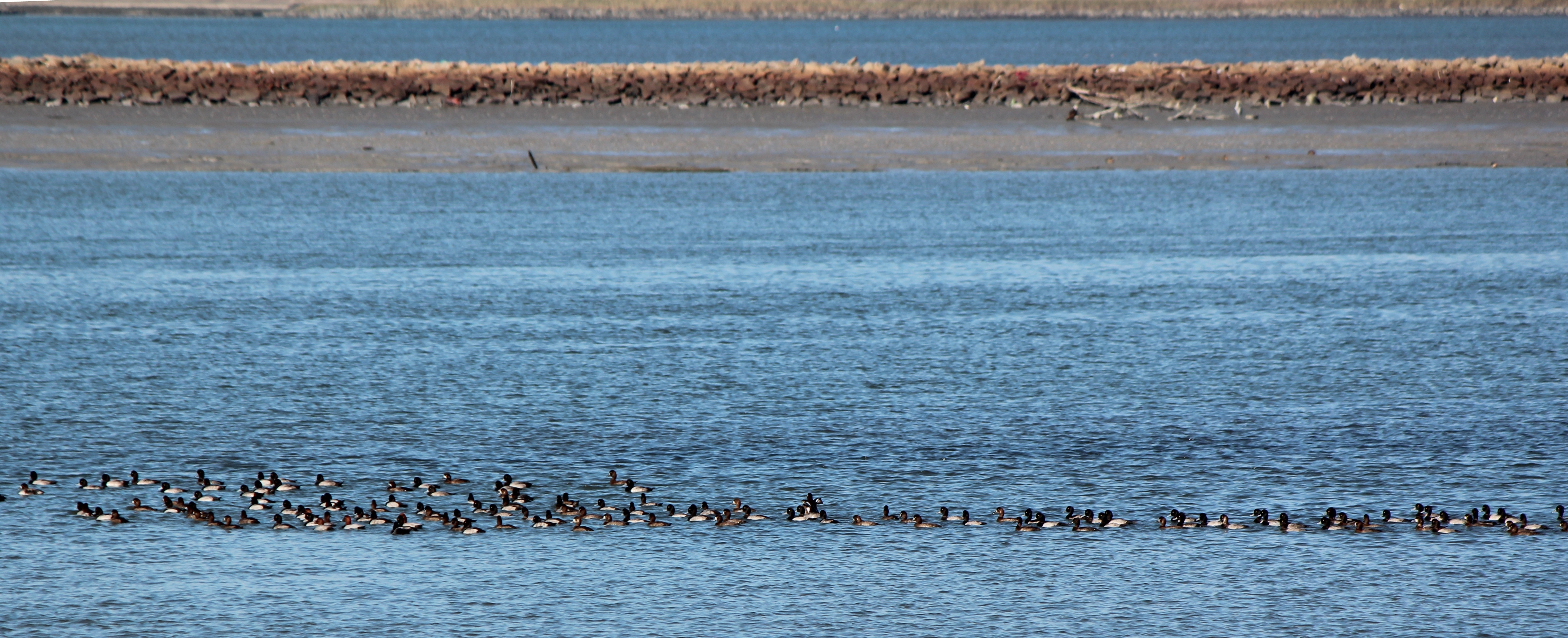
藤前干潟で越冬する群れ

繁殖地は北アメリカ大陸北部、ユーラシア大陸北部である。冬季はヨーロッパ北部、カスピ海、中国東部、北アメリカ西部及び東部に渡り越冬する。アリューシャン列島では、留鳥として周年見られる。
日本では冬鳥として、亜種スズガモが海岸に多数渡来する。日本に渡来する海ガモ類では、最も渡来数が多い種とされる。東京湾、藤前干潟などでは毎冬大群が見られる。北海道東部では夏でも観察される。

## 生態
越冬期には、主に内湾など波の静かな海に大群で生息する。ただし少数の群れで海や海に近い湖沼等にも分布する。多くの場合、カモ類は同じ場所に生息するため、本種を含めた色々な群が見られる。
主に潜水して採食する。頭から水中に1分近く潜ることもある。アサリを始めとする貝類などを食べるが、水草を食べることも希にある。昼間のみならず、夜間も採食する。貝類を採食する時は、貝殻ごと丸呑みにし砂嚢（砂肝）で消化する。このため、体内に強力で大きな砂嚢を持っている。
繁殖地は湖や沼、湿地である。巣は水辺の草むらや藪の中、岩の間に作り、しばしばコロニー状に営巣する。また、カモメやアジサシ類のコロニー内に営巣することもある。1腹8-10個の卵を産む。抱卵期間は24-28日である。
|                |                              |                          |
| スズガモのメス | 近縁種のキンクロハジロのメス | 東京湾で越冬するスズガモ |

## 種の保全状況評価
国際自然保護連合（IUCN）により、レッドリストの軽度懸念（LC）の指定を受けている。
日本の以下の都道府県でレッドリストの指定を受けている。
- 一般保護生物（D） - 千葉県（環境省の準絶滅危惧相当）[8]
- 留意種 - 東京都の区部[9]

旭山動物園が1995年に日本国内で初めて人工孵化に成功して繁殖賞を受賞した。

## 亜種
以下の2亜種に分類される。
- Aythya marila marila オオスズガモ
- Aythya marila mariloides スズガモ[7]